# Districte de Bar-sur-Aube
El Districte de Bar-sur-Aube és un dels tres districtes amb què es divideix el departament francès de l'Aube, a la regió del Gran Est. Té 5 cantons i 104 municipis. El cap del districte és la sotsprefectura de Bar-sur-Aube

## Cantons
cantó de Bar-sur-Aube - cantó de Brienne-le-Château - cantó de Chavanges - cantó de Soulaines-Dhuys - cantó de Vendeuvre-sur-Barse